# Dąbrówka Nadolna
Dąbrówka Nadolna – wieś w Polsce, położona w województwie łódzkim, w powiecie poddębickim, w gminie Dalików.
| SIMC    | Nazwa               | Rodzaj    |
| ------- | ------------------- | --------- |
| 0702044 | Dąbrówka Folwarczna | część wsi |

W latach 1975–1998 wieś administracyjnie należała do województwa sieradzkiego.